# چیقلاراسو
چیقلاراسو (به اسپانیایی: Chiqllarasu) یک کوه در پرو است که در منطقه آیاکوچو واقع شده‌است. چیقلاراسو ۵٬۱۶۷ متر بالاتر از سطح دریا واقع شده‌است.